# U Tučkovy hájenky
U Tučkovy hájenky je přírodní památka v chráněné krajinné oblasti Žďárské vrchy ve správě Agentury ochrany přírody a krajiny ČR – RP SCHKO Žďárské vrchy.
Přírodní památka leží ve dvou samostatných lokalitách severozápadně nad obcí Svratouch a jižně od obce Krouna (obě obce v okrese Chrudim) v Pardubickém kraji České republiky. Předmětem ochrany jsou přírodní biotopy s vrchovištním rašeliništěm a mechovým slatiništěm s vegetací vlhkých luk se vzácnou květenou - vachta trojlistá (Menyanthes trifoliata), prstnatec májový (Dactylorhiza majalis) aj..